# Tremaine Harris
Tremaine Harris (ur. 10 lutego 1992 w Markham) – kanadyjski lekkoatleta, sprinter, olimpijczyk.
W 2010 startował na mistrzostwach świata juniorów w Moncton. Rok później sięgnął po srebrny medal w sztafecie 4 × 100 metrów podczas mistrzostw panamerykańskich juniorów w Miramar. Bez powodzenia startował na igrzyskach panamerykańskich w Guadalajarze. W 2012 zdobył złoty medal w biegu na 200 metrów podczas młodzieżowych mistrzostw NACAC rozgrywanych w Irapuato. W tym samym roku startował na igrzyskach olimpijskich w Londynie, na których odpadł w eliminacjach biegu na 200 metrów. Harris jest medalistą mistrzostw kraju.
Jego trenerem jest Desai Williams.

## Osiągnięcia
| Rok  | Impreza                              | Miejsce     | Konkurencja             | Lokata     | Wynik   |
| ---- | ------------------------------------ | ----------- | ----------------------- | ---------- | ------- |
| 2010 | Mistrzostwa świata juniorów          | Moncton     | bieg na 400 metrów      | eliminacje | 48,34   |
| 2011 | Mistrzostwa panamerykańskie juniorów | Miramar     | bieg na 400 metrów      | eliminacje | 47,38   |
| 2011 | Mistrzostwa panamerykańskie juniorów | Miramar     | sztafeta 4 × 100 metrów | 2. miejsce | 39,97   |
| 2011 | Igrzyska panamerykańskie             | Guadalajara | bieg na 400 metrów      | eliminacje | 48,21   |
| 2011 | Igrzyska panamerykańskie             | Guadalajara | sztafeta 4 × 400 metrów | 5. miejsce | 3:07,12 |
| 2012 | Młodzieżowe mistrzostwa NACAC        | Irapuato    | bieg na 200 metrów      | 1. miejsce | 20,22   |
| 2012 | Młodzieżowe mistrzostwa NACAC        | Irapuato    | sztafeta 4 × 100 metrów | 4. miejsce | 39,82   |
| 2012 | Igrzyska olimpijskie                 | Londyn      | bieg na 200 metrów      | eliminacje | 21,70   |
| 2013 | Mistrzostwa świata                   | Moskwa      | bieg na 200 metrów      | eliminacje | 20,68   |

## Rekordy życiowe
- Bieg na 50 metrów (hala) – 5,85 (2013)
- Bieg na 60 metrów (hala) – 6,74 (2013)
- Bieg na 200 metrów – 20,22 (2012)
- Bieg na 400 metrów – 46,22 (2011)
- Bieg na 400 metrów (hala) – 48,19 (2012)